# Рессежак-Дюпар, Рене
Рене Рессежак-Дюпа́р (фр. René Ressejac-Duparc; 28 сентября 1880, Сюрен — 19 апреля 1941, Порник) — французский футболист, серебряный призёр летних Олимпийских игр 1900.
На Играх 1900 в Париже Дюпар входил в состав французской команды. Его сборная, проиграв Великобритании, но выиграв у Бельгии, заняла второе место и получила серебряные медали.